# 1921-es vívó-világbajnokság
Az 1921-es vívó-világbajnokság – eredetileg Európa-bajnokságként – az első világbajnokság volt a vívás történetében, és Párizsban, Franciaországban rendezték meg. Egyetlen versenyszámban avattak világbajnokot.
A Nemzetközi Vívószövetség (FIE) 1937-ben ismerte el világbajnokságokként az Európában 1921-től 1936-ig évente megrendezett nemzetközi vívóbajnokságokat, így lett utólag ez a verseny az első világbajnokság.

## Éremtáblázat
*   Rendező nemzet
| Helyezés | Nemzet        | Arany | Ezüst | Bronz | Összesen |
| -------- | ------------- | ----- | ----- | ----- | -------- |
| 1.       | Franciaország | 1     | 1     | 0     | 2        |
| 2.       | Hollandia     | 0     | 0     | 1     | 1        |
| Összesen | Összesen      | 1     | 1     | 1     | 3        |

## Eredmények

### Férfi
| Versenyszám      | Arany                         | Ezüst                            | Bronz                              |
| ---------------- | ----------------------------- | -------------------------------- | ---------------------------------- |
| Párbajtőr egyéni | Lucien Gaudin · Franciaország | Gaston Cornereau · Franciaország | Henri Wijnoldy-Daniëls · Hollandia |